# John Norem
John Norem, född 11 november 1888, död 12 maj 1976, var en norsk jurist, ämbetsman och politiker.
Norem tog en juristexamen 1912, var praktiserande advokat i Stavanger 1912–32 och blev høisterettsadvokat där 1928. 1932 blev han fylkesman i Rogaland fylke. 1917–32 var han medlem av kommunalrepresentationen i Stavanger, dess vice ordförande 1922–22, ordförande 1922–24 och stortingsman 1924–33. Som sådan var han en av högerns främsta krafter.